# Langar (ort i Storbritannien)
Langar är en ort i Storbritannien.   Den ligger i grevskapet Nottinghamshire och riksdelen England, i den sydöstra delen av landet, 160 km norr om huvudstaden London. Langar ligger 35 meter över havet och antalet invånare är 898.
Terrängen runt Langar är platt. Runt Langar är det ganska tätbefolkat, med 104 invånare per kvadratkilometer. Närmaste större samhälle är Nottingham, 16,1 km väster om Langar. Trakten runt Langar består till största delen av jordbruksmark.